# Fred Hutchinson Cancer Research Center
Das Fred Hutchinson Cancer Research Center (deutsch Fred-Hutchinson-Krebsforschungszentrum) wurde 1975 in Seattle, Vereinigte Staaten von Amerika, gegründet und ist ein bedeutendes Krebs-Forschungsinstitut. Dort findet interdisziplinäre Arbeit von Wissenschaftlern, die im Labor forschen und Ärzten, die Patienten behandeln, statt. Weiterhin kümmert sich das Institut um Fortschritte in der Krebsprävention, Früherkennung und Behandlung. 
Die Mission des Instituts ist „die Ausrottung von Krebs und verwandten Krankheiten als Ursache für menschliches Leiden und Sterben“.

## Geschichte

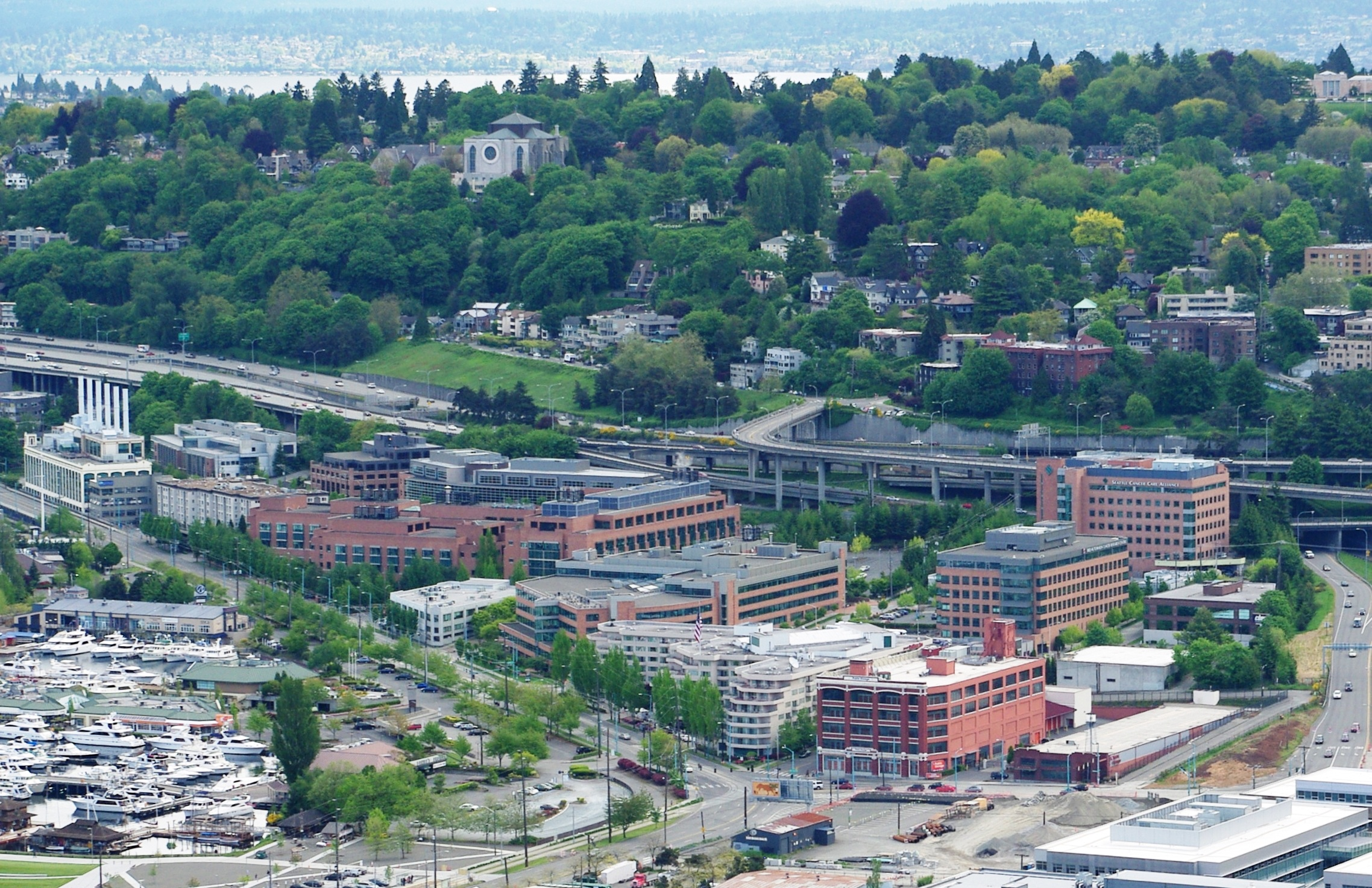
Campus von der Space Needle aus gesehen

Das Institut entwickelte sich aus dem Pacific Northwest Diabetes Research Institute, das 1956 von William Hutchinson gegründet wurde. Die Stiftung widmete sich der Erforschung von Herzoperationen, Krebs und Erkrankungen des endokrinen Systems.
Im Jahr 1964 verstarb Hutchinsons Bruder Fred, der Baseball für die Seattle Rainiers und Detroit Tigers gespielt hatte und danach verschiedene Vereine trainierte, an Lungenkrebs. Im folgenden Jahr gründete Hutchinson das Fred Hutchinson Cancer Research Center als Teil der Pacific Northwest Research Foundation. Das Institut trennte sich 1972 von der Stiftung. Im Jahr 2010 wurde Lawrence Corey zum vierten Präsidenten und Direktor des Instituts ernannt, nachdem Lee Hartwell in den Ruhestand trat.

## Nobelpreisträger
Das Institut beschäftigte drei Empfänger des Medizinnobelpreises:
- Linda Buck, erhielt die Auszeichnung im Jahr 2004 für die Aufklärung vieler Details im olfaktorischen System;[5]
- Lee Hartwell, wurde im Jahr 2001 für seine Entdeckungen von Kontrollmechanismen der Zellteilung ausgezeichnet;[6] und
- E. Donnall Thomas, erhielt im Jahr 1990 die Auszeichnung für seine Pionierarbeiten auf dem Gebiet der Knochenmarktransplantation.[7]

## Abteilungen
- Abteilung für klinische Forschung
- Abteilung für Grundlagenwissenschaften
- Abteilung für Humanbiologie
- Abteilung für Public Health
- Abteilung für Impfstoffe und Infektionskrankheiten